# El siguiente Doctor
El siguiente Doctor es el primero de los cuatro especiales entre la cuarta y la quinta temporada moderna de Doctor Who, emitido originalmente el 25 de diciembre de 2008 como el cuarto especial de Navidad de la serie moderna.

## Argumento
El Décimo Doctor (David Tennant) aterriza la TARDIS en Londres el día de Nochebuena de 1851. Al oír gritos de ayuda, encuentra a un hombre que se llama a sí mismo "el Doctor" (David Morrisey) y a su acompañante Rosita (Velile Tshabalala), intentando capturar a una Cybersombra (Ruari Mears), una versión animal de un Cyberman, pero la Cybersombra logra escapar del trío. El Doctor, al hablar con el hombre, se convence de que puede que sea una futura encarnación de sí mismo que sufre de amnesia. El hombre, al que apoda el Siguiente Doctor, se lleva al Doctor a una casa cercana de un reverendo que acaba de fallecer, pensando que está relacionado con una serie de desapariciones por todo Londres y con el Cybershade. Dentro, descubren dos tarjetas de datos Cybermen, que el Siguiente Doctor recuerda haber recogido la noche que perdió sus recuerdos. Dos Cybermen les atacan y el Doctor intenta luchar contra ellos con un sable decorativo, pero el Siguiente Doctor les mata usando una descarga eléctrica de las tarjetas de datos.
Los dos Doctores se reúnen con Rosita en la base del Siguiente Doctor, donde este afirma que está su "TARDIS". El Décimo Doctor se sorprende al descubrir que la "TARDIS" es un globo aerostático ("Tethered Aerial Release Developed In Style", "Transporte Aéreo Rápido Desarrollado con Estilo"), y acaba dándose cuenta de que el Siguiente Doctor es en realidad un humano, Jackson Lake, la supuesta primera víctima. El Doctor sospecha que se encontró con los Cybermen y usó las tarjetas con la información del Doctor para destruirles después de que ellos mataran a su mujer, con el efecto secundario de infundir su mente con el conocimiento del Doctor. Al ver esta revelación, el Doctor y Rosita se dirigen a buscar el origen de los Cybermen, de quienes el Doctor piensa que de alguna forma escaparon del Vacío (El día del Juicio Final), usando bóveda dimensional robada a los Daleks que usaron para escapar tras la debilitación de los muros entre universos (La Tierra robada y El fin del viaje).
El Doctor y Rosita entran en un complejo subterráneo donde encuentran a numerosos niños secuestrados de orfanatos por toda la ciudad para que trabajen para los Cybermen. Encuentran a la malvada Srta. Mercy Hartigan (Dervla Kirwan), la aliada humana de los Cybermen que ha estado trayendo a los niños para trabajar. El Doctor intenta usar una tarjeta modificada para sobrecargar los sistemas Cyberman, pero en su lugar la reparan e identifican al Doctor como su antiguo enemigo, y se preparan para "eliminarle", a él y a Rosita. Jackson llega de repente, armado con más tarjetas que usa para distraer a los Cybermen el tiempo suficiente para que puedan escapar. Los Cybermen se vuelven contra la Srta. Hartigan, convirtiéndola en la controladora para el "Cyberrey" (Paul Kasey), un Cyberman mecánico gigante alimentado con la energía que generan los niños.
Jackson le explica al Doctor que ha seguido recuperando sus recuerdos, y recordó que encontró a los Cybermen al mudarse a su nuevo hogar. El Doctor concluye que la casa de Jackson debe estar cerca de la base Cybermen, y allí descubre una nueva entrada. En su interior, mientras el Cyberrey comienza a levantarse en la ciudad, los tres rescatan a los niños, incluido el hijo de Jackson, que fue secuestrado en el ataque inicial y provocó el estado de fuga de Jackson. Mientras el Cyberking comienza a devastar la ciudad, el Doctor usa el globo de Jackson para elevarse al nivel de la sala de control del Cyberrey, e intenta razonar con la Srta. Hartigan, ahora ya convertida, ofreciéndole llevar a los Cybermen y ella a un nuevo planeta. Cuando ella se niega, el Doctor usa las tarjetas para cortar su conexión con el Cyberrey, haciéndola ver lo que ha hecho. El impacto emocional provoca que los otros Cybermen se sobrecarguen y el Cyberking amenace con desplomarse sobre Londres. Con la bóveda dimensional, el Doctor transporta al Cyberking y los restantes Cybermen de vuelta al Vacío, salvando Londres.
Más tarde, Jackson le da las gracias al Doctor por lo que ha hecho y este le invita a ver el interior de la verdadera TARDIS. Después le ofrece quedarse a la cena de Navidad. Sin embargo, el Doctor lo rechaza inicialmente, aunque Jackson logra convencerle. Antes de irse, Jackson le pregunta por sus muchos acompañantes, y el Doctor le contesta que al final, ellos siguen adelante, y él se queda solo. Los dos se van a cenar en honor de todos los que ambos han perdido.

### Continuidad
En una proyección de la tarjeta de datos, aparecen las diez encarnaciones del Doctor hasta la fecha. La imagen del Primer Doctor (William Hartnell) está sacada de The Time Meddler; la del Segundo Doctor (Patrick Troughton), de The Ice Warriors; la del Tercer Doctor (Jon Pertwee), de Terror of the Autons; la del Cuarto Doctor (Tom Baker), de City of Death; la del Quinto Doctor (Peter Davison), de Arc of Infinity; la del Sexto Doctor (Colin Baker), de The Trial of a Time Lord; la del Séptimo Doctor (Sylvester McCoy), de Time and the Rani; la del Octavo Doctor (Paul McGann), de Doctor Who: La película; la del Noveno Doctor (Christopher Eccleston), de El momento de la despedida; y la del Décimo Doctor, de La familia de sangre. También aparecen más imágenes del Décimo Doctor correspondientes a Parpadeo, Dientes y garras, La novia fugitiva, El viaje de los condenados y El experimento Lazarus. En El Siguiente Doctor es la primera vez en la serie moderna que se utiliza metraje de Doctores anteriores al Noveno. Los diez Doctores habían aparecido anteriormente sólo en un dibujo en el Diario de cosas imposibles, en Naturaleza humana.
Cuando intenta disparar los recuerdos de Jackson, el Doctor menciona "no parpadear", los ángeles llorosos y "Sally Sparrow", todos aparecieron en Parpadeo. El Doctor menciona también veladamente a acompañantes anteriores, diciéndole a Lake que le dejaron, conocieron a otro, o se olvidaron de él. Al principio, el Doctor piensa que la identidad de Lake está contenida en un reloj de bolsillo, lo que menciona los eventos de Naturaleza humana, La familia de sangre y Utopía. También se implica que los eventos del final de la cuarta temporada permitieron a los Cybermen escapar del vacío, de la misma forma que permitieron a Rose Tyler visitar su propio universo.
La idea de un Cyberrey la mencionó por primera vez Mickey Smith al final de El ejército de fantasmas. El Undécimo Doctor menciona estos eventos en Carne y piedra, cuando cita que la historia no conservó el recuerdo de la aparición del Cyberrey en el Londres victoriano como ejemplo de las muchas anomalías que estaban provocando las grietas en el universo.

## Producción
David Morrissey es la principal estrella invitada, interpretando "a un personaje llamado el Doctor, un hombre que se cree un Señor del Tiempo". Para su interpretación, se inspiró en los antiguos Doctores William Hartnell, Patrick Troughton y Tom Baker, porque pensó que había "una verdad" en sus interpretaciones, ya que "nunca vieron Doctor Who como un programa de género o infantil". Se les une Velile Tshabalala como Rosita, la acompañante del "Doctor" de Morrisey, que Russell T Davies describe como "probablemente más inteligente que los otros dos juntos". Para Tshabalala, el personaje le llegó naturalmente por ser una "chica cockney luchadora" muy "cercana a su hogar".
Dervla Kirwan interpreta a Mercy Hartigan, a quien Davies describe en los audiocomentarios del episodio como "una villana más oscura que nunca". Gran parte de su caracterización no se hizo explícita en pantalla, pero Russell T Davies habló de ella en largas conversaciones con Kirwan y la coproductora Julie Gardner. Davies caracteriza a la Srta. Hartigan como "una víctima de abusos", de quien el subtexto sugiere una "terrible historia personal" que es síntoma de formar "parte de esa era victoriana". Davies la describe como "una mujer sin poder que ha estado en servidumbre o algo mucho peor toda su vida", pero se cuida de mencionar su profesión específica, diciendo "Hablo de forma muy discreta sobre esto porque hay niños escuchando y mirando y no debo entrar en más detalles". Sin embargo, explica que "le han hecho cosas terribles", lo que es causa de su "carácter realmente retorcido donde lo sexualiza todo". En términos de vestuario, "viste de rojo" porque "todo es inflamatorio para ella". "Y al final, de verdad", Davies habla de cómo para escapar de la opresión masculina, "se convirtió en un hombre, se convirtió en el CyberRey. Tuvo que pasar por ese extraordinario proceso por lo traumatizada que estaba".

## Emisión y recepción
Las mediciones nocturnas de audiencia mostraron que el episodio fue visto por 11,71 millones de espectadores con picos de 12,58 millones, y un 50,5% de share. Fue el segundo programa más visto del día de Navidad de 2008. Las mediciones definitivas fueron de 13,1 millones de espectadores. El episodio tuvo una puntuación de apreciación de 86, la segunda más alta de la jornada de Navidad. En abril de 2010, el episodio fue nominado al premio Hugo a la mejor presentación dramática en forma corta, pero perdió contra otro de los especiales, Las aguas de Marte.

## Publicaciones comerciales
El DVD se publicó en Reino Unido el 19 de enero de 2009, junto a una hora de extras, incluyendo el episodio completo acompañante de Doctor Who Confidential, una versión cortada del Doctor Who Prom presentada por Freema Agyeman, y el minisodio benéfico (no canónic) La música de las esferas que se emitió en ese programa. Volvería a publicarse el 11 de enero de 2010 en la compilación The Complete Specials, junto con el resto de los especiales 2008-2010. Aunque El siguiente Doctor no se filmó en alta definición (fue el último episodio producido en definición estándar), se reescaló a HD para publicarlo en la versión en Blu-Ray de la compilación de especiales.